# Gandalf (muzikant)

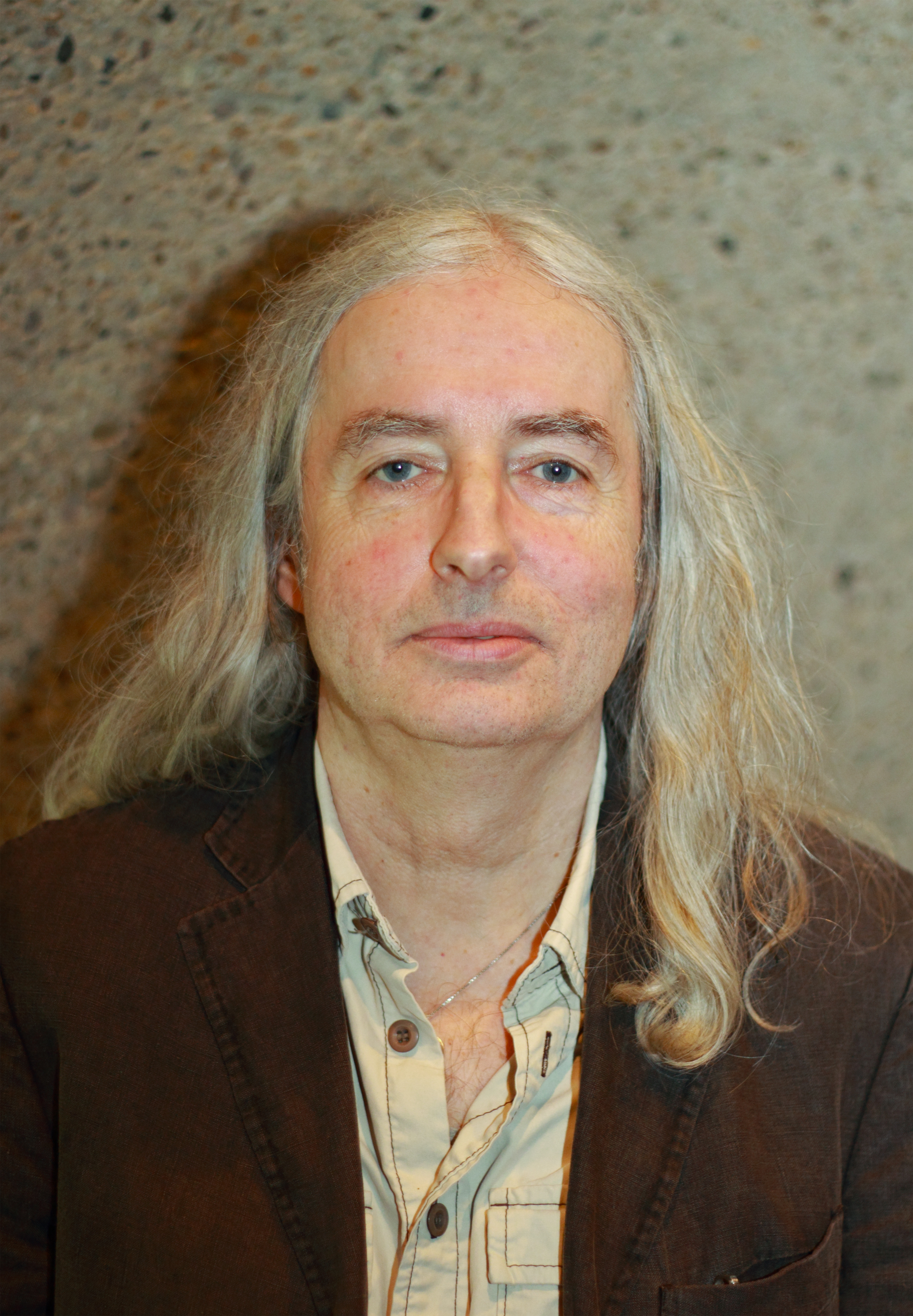
Heinz Strobl

Gandalf, artiestennaam van Heinz Strobl (Pressbaum, 4 december 1952), is een newage-multi-instrumentalist. Zijn muziek behoort met Tangerine Dream, Klaus Schulze, Rick Wakeman, Kitaro en de Nederlanders Ron Boots en Gert Emmens tot het genre van de elektronische muziek, maar heeft veel meer newage-invloeden. Gandalf bespeelt een groot aantal instrumenten zoals gitaar, synthesizers en saxofoon, een gelijkenis met Mike Oldfield. In vergelijking tot Oldfield stopt hij meer elektronische geluiden in zijn muziek. Zijn muziek wordt gekenmerkt door invloeden vanuit de hele wereld. Gandalf is met name geïnspireerd door de natuur en de zorg voor het milieu.

## Geschiedenis
Hij bracht zijn eerste album Journey to an Imaginary Land uit in 1980 en zijn tweede album Visions bijna een jaar later (1981). Zijn eerste albums waren met name meer progrockachtig zoals beide genoemde, To Another Horizon (1983) en Magic Theatre (ook uit 1983). De jaren daarna maakte hij bijna jaarlijks een nieuw album. Later voegde hij saxofoon en dwarsfluit toe, waardoor het een meer newageachtig karakter kreeg.
In 1986 maakte hij een album samen met Galadriel met de titel Shining. Hij werkte in de loop der jaren samen met diverse artiesten uit de progressieve rock, zoals Steve Hackett, in 1992 op Gallery of dreams, Tracy Hitchings, Emily Burridge, Clive Nolan en Peter Ashenbrenner. In 1989, componeerde hij de soundtrack van een speelfilm genaamd Labyrinth, overigens niet te verwarren met de gelijknamige Amerikaanse fantasyfilm, waarin David Bowie acteert. Gandalf is een van de meest succesvolle Oostenrijkse internationale muzikanten. Hij noemt zichzelf een schilder van muzikale landschappen. Hij is van mening dat er tussen verschillende volken meer overeenkomsten dan verschillen zijn.
De naam Gandalf is net als vele bandnamen in de symfowereld geleend van Tolkiens In de ban van de ring, waarin Gandalf de hulpvaardige tovenaar is. Andere voorbeelden zijn (Sil)-Marillion, Iluvatar en Galadriel.

## Discografie
- 1981 - Journey to an imaginary land
- 1982 - Visions
- 1983 - To another horizon
- 1983 - More than just a seagull
- 1983 - Magic theatre
- 1984 - Tale from a long forgotten kingdom
- 1987 - The universal play
- 1988 - From source to sea
- 1988 - Fantasia - The Best of
- 1989 - The shining
- 1989 - Invisible power
- 1990 - Labyrinth
- 1990 - Symphonic landscapes
- 1991 - Reflection (1986-1990)
- 1992 - Gallery of dreams
- 1992 - The stones of wisdom
- 1994 - To our children's children
- 1994 - Colours of the earth
- 1995 - Echoes from ancient dreams
- 1996 - Gates to secret realities
- 1997 -  Under Infinite Skies  (compilatie)
- 1997 - Barakaya (Trees water life)
- 1999 - Into the light
- 1999 - Samsara
- 2000 - Visions 2001/ 20 Years (dubbel-cd)
- 2000 -  Reiki Healing Light  (compilatie)
- 2002 - The fountain of secrets
- 2003 - Between earth and sky (compilatie)
- 2004 - Colors of a new dawn
- 2005 - Der Prophet
- 2006 - Sacred river
- 2007 - Lotus land
- 2008 - Live in Vienna (live-cd + dvd)
- 2009 - Sanctuary
- 2011 - Erdenklang und Sternentanz
- 2013 - Dreamweaver
- 2015 - Frame by Frame
- 2016 - All is One - One is All
- 2020 - Secret Sarai
- 2023 - Eartheana